# Verein für Leibesübungen von 1899 2015-2016
Questa voce raccoglie le informazioni riguardanti il Verein für Leibesübungen von 1899 nelle competizioni ufficiali della stagione 2015-2016.

## Stagione
Nella stagione 2015-2016 l'Osnabrück, allenato da Maik Walpurgis e Joe Enochs, concluse il campionato di 3. Liga al 5º posto. In Coppa di Germania l'Osnabrück fu eliminato al primo turno dal RB Lipsia.

## Rosa
| N. |                           | Ruolo | Calciatore        |
| -- | ------------------------- | ----- | ----------------- |
| 1  | Germania (bandiera)       | P     | Frank Lehmann     |
| 2  | Germania (bandiera)       | D     | Lars Bleker       |
| 3  | Germania (bandiera)       | D     | Anthony Syhre     |
| 5  | Germania (bandiera)       | D     | David Pisot       |
| 6  | Germania (bandiera)       | D     | Alexander Dercho  |
| 7  | Italia (bandiera)         | C     | Massimo Ornatelli |
| 8  | Germania (bandiera)       | C     | Tom Merkens       |
| 9  | Germania (bandiera)       | A     | Halil Savran      |
| 10 | Germania (bandiera)       | C     | Christian Groß    |
| 10 | Germania (bandiera)       | C     | Simon Tüting      |
| 11 | Rep. del Congo (bandiera) | A     | Francky Sembolo   |
| 13 | RD del Congo (bandiera)   | A     | Addy-Waku Menga   |
| 15 | Germania (bandiera)       | C     | Maik Odenthal     |
| 16 | Germania (bandiera)       | D     | Nicolas Eiter     |
| 17 | Germania (bandiera)       | C     | Pascal Richter    |

| N. |                     | Ruolo | Calciatore        |
| -- | ------------------- | ----- | ----------------- |
| 18 | Germania (bandiera) | C     | Marcel Kandziora  |
| 19 | Germania (bandiera) | A     | Steffen Tigges    |
| 20 | Germania (bandiera) | P     | Marvin Schwäbe    |
| 22 | Tunisia (bandiera)  | C     | Sofien Chahed     |
| 23 | Germania (bandiera) | C     | Michael Hohnstedt |
| 24 | Germania (bandiera) | D     | Tobias Willers    |
| 26 | Germania (bandiera) | C     | Stephan Thee      |
| 27 | Germania (bandiera) | D     | Kim Falkenberg    |
| 28 | Turchia (bandiera)  | C     | Deniz Taşkesen    |
| 29 | Kosovo (bandiera)   | C     | Kamer Krasniqi    |
| 29 | Germania (bandiera) | A     | Marcos Álvarez    |
| 30 | Germania (bandiera) | P     | Bernd Düker       |
| 31 | Germania (bandiera) | P     | Leon Tigges       |
| 32 | Germania (bandiera) | C     | Finn Bode         |

## Organigramma societario
Area tecnica
- Allenatore: Joe Enochs
- Allenatore in seconda: Wolfgang Schütte, Alexander Ukrow
- Preparatore dei portieri: Rolf Meyer
- Preparatori atletici: Henrik Frach

## Calciomercato

### Sessione estiva
| Acquisti | Acquisti         | Acquisti             | Acquisti |
| R.       | Nome             | da                   | Modalità |
| -------- | ---------------- | -------------------- | -------- |
| D        | Lars Bleker      | Jong Twente          |          |
| A        | Kevin Freiberger | Rot-Weiss Essen      |          |
| C        | Pascal Richter   | Bayer Leverkusen U19 |          |
| A        | Halil Savran     | Hansa Rostock        |          |
| P        | Marvin Schwäbe   | Hoffenheim           |          |
| D        | Anthony Syhre    | Hertha Berlino II    |          |
| C        | Deniz Taşkesen   | Osnabrück II         |          |

| Cessioni | Cessioni               | Cessioni           | Cessioni |
| R.       | Nome                   | a                  | Modalità |
| -------- | ---------------------- | ------------------ | -------- |
| D        | Davide Grassi          | Rapid Bucarest     |          |
| C        | Nicolas Feldhahn       | Bayern Monaco II   |          |
| D        | Paul Thomik            | Kickers Würzburg   |          |
| A        | Kevin Freiberger       | Sportfreunde Lotte |          |
| C        | Finn Bode              | Osnabrück II       |          |
| P        | Daniel Heuer Fernandes | Paderborn          |          |
| A        | Stanislav Il'jučenko   | Duisburg           |          |
| A        | Milad Salem            | Holstein Kiel      |          |
| C        | Maximilian Wagener     | Magonza II         |          |

### Sessione invernale
| Acquisti | Acquisti | Acquisti | Acquisti |
| R.       | Nome     | da       | Modalità |
| -------- | -------- | -------- | -------- |

| Cessioni | Cessioni | Cessioni | Cessioni |
| R.       | Nome     | a        | Modalità |
| -------- | -------- | -------- | -------- |

## Risultati

### 3. Liga

#### Girone di andata
| Aue-Bad Schlema 25 luglio 2015, ore 14:00 CEST 1ª giornata | Erzgebirge Aue | 0 – 0 referto | Osnabrück | Sparkassen-Erzgebirgsstadion (8 800 spett.)\| Arbitro: \| Kampka \| |
| Arbitro:                                                   | Kampka         |               |           |                                                                     |

| Arbitro: | Cortus |

|               |           |           |
| Kandziora 77’ | Marcatori | 45’ Berko |

| Arbitro: | Alt |

|             |           |  |
| Drexler 67’ | Marcatori |  |

| Arbitro: | Sather |

|  |           |           |
|  | Marcatori | 50’ Dorda |

| Arbitro: | Rohde |

|                |           |                          |
| Breitkreuz 32’ | Marcatori | 72’ Hohnstedt 90’ Savran |

| Arbitro: | Stegemann |

|                                        |           |                             |
| Pisot 12’ (rig.) Savran 39’ Tüting 44’ | Marcatori | 67’ Schnellhardt 74’ Nyarko |

| Arbitro: | Schult |

|                           |           |  |
| Sowislo 49’ Beck 61’, 72’ | Marcatori |  |

| Arbitro: | Kampka |

|                                                    |           |  |
| Álvarez 5’ Pisot 47’ (rig.) Groß 52’ Ornatelli 56’ | Marcatori |  |

| Arbitro: | Kircher |

|                 |           |             |
| Eilers 12’, 90’ | Marcatori | 36’ Álvarez |

| Arbitro: | Dankert |

|                       |           |                                 |
| Álvarez 7’ Savran 90’ | Marcatori | 24’ Hoffmann 90’ (aut.) Willers |

| Arbitro: | Mix |

|                                  |           |                                  |
| Rühle 6’ Röttger 12’ Dittgen 19’ | Marcatori | 5’ Groß 18’ Ornatelli 27’ Savran |

| Arbitro: | Günsch |

|               |           |                |
| Hohnstedt 40’ | Marcatori | 59’ Besuschkow |

| Arbitro: | Kempter |

|  |           |          |
|  | Marcatori | 80’ Groß |

| Arbitro: | Thomsen |

|          |           |  |
| Groß 86’ | Marcatori |  |

| Magonza 31 ottobre 2015, ore 14:00 CET 15ª giornata | Magonza II | 0 – 0 referto | Osnabrück | Stadion am Bruchweg (1 000 spett.)\| Arbitro: \| Bläser \| |
| Arbitro:                                            | Bläser     |               |           |                                                            |

| Arbitro: | Alt |

|                         |           |  |
| Álvarez 39’ Sembolo 90’ | Marcatori |  |

| Arbitro: | Waschitzki-Günther |

|  |           |           |
|  | Marcatori | 47’ Syhre |

| Arbitro: | Perl |

|                         |           |  |
| Álvarez 50’ Sembolo 90’ | Marcatori |  |

| Arbitro: | Sather |

|                           |           |               |
| Biada 27’, 44’ Königs 46’ | Marcatori | 69’ Hohnstedt |

#### Girone di ritorno
| Osnabrück 12 dicembre 2015, ore 14:05 CET 20ª giornata | Osnabrück | 0 – 0 referto | Erzgebirge Aue | Osnatel Arena (8 444 spett.)\| Arbitro: \| Sippel \| |
| Arbitro:                                               | Sippel    |               |                |                                                      |

| Arbitro: | Schwermer |

|                     |           |                      |
| Berko 5’ Müller 89’ | Marcatori | 31’ Syhre 46’ Savran |

| Arbitro: | Siebert |

|                       |           |           |
| Álvarez 29’ Syhre 80’ | Marcatori | 24’ Morys |

| Rostock 30 gennaio 2016, ore 14:00 CET 23ª giornata | Hansa Rostock | 0 – 0 referto | Osnabrück | Ostseestadion (14 000 spett.)\| Arbitro: \| Cortus \| |
| Arbitro:                                            | Cortus        |               |           |                                                       |

| Osnabrück 5 febbraio 2016, ore 19:00 CET 24ª giornata | Osnabrück | 0 – 0 referto | Energie Cottbus | Osnatel Arena (9 756 spett.)\| Arbitro: \| Siewer \| |
| Arbitro:                                              | Siewer    |               |                 |                                                      |

| Arbitro: | Zorn |

|  |           |           |
|  | Marcatori | 90’ Menga |

| Arbitro: | Dietz |

|                 |           |  |
| Savran 34’, 70’ | Marcatori |  |

| Arbitro: | Jöllenbeck |

|  |           |                        |
|  | Marcatori | 27’ Savran 60’ Álvarez |

| Arbitro: | Kampka |

|  |           |                             |
|  | Marcatori | 8’, 36’ Testroet 85’ Eilers |

| Münster 6 marzo 2016, ore 14:00 CET 29ª giornata | Preußen Münster | 0 – 0 referto | Osnabrück | Preußenstadion (10 077 spett.)\| Arbitro: \| Fritz \| |
| Arbitro:                                         | Fritz           |               |           |                                                       |

| Arbitro: | Schult |

|                              |           |                        |
| Pisot 45’ (rig.), 82’ (rig.) | Marcatori | 41’ Ajdini 90’ Gehring |

| Arbitro: | Mix |

|  |           |            |
|  | Marcatori | 62’ Savran |

| Arbitro: | Koslowski |

|             |           |             |
| Álvarez 11’ | Marcatori | 45’ Fennell |

| Arbitro: | Hartmann |

|                                              |           |                   |
| Möckel 34’ Aydın 46’ Tyrała 53’ Kammlott 90’ | Marcatori | 8’, 77’ Kandziora |

| Arbitro: | Jablonski |

|             |           |                      |
| Álvarez 52’ | Marcatori | 14’ (rig.) Derstroff |

| Arbitro: | Dietz |

|             |           |  |
| Banović 30’ | Marcatori |  |

| Arbitro: | Börner |

|                                            |           |             |
| Álvarez 18’ Ornatelli 23’ Pisot 40’ (rig.) | Marcatori | 79’ Hilßner |

| Arbitro: | Kampka |

|                         |           |             |
| Frahn 42’ Steinmann 84’ | Marcatori | 76’ Willers |

| Arbitro: | Koslowski |

|            |           |                             |
| Tigges 57’ | Marcatori | 47’, 83’ Dahmani 74’ Bender |

### Coppa di Germania
| Arbitro: | Petersen |

|           |           |  |
| Savran 1’ | Marcatori |  |

## Statistiche

### Statistiche di squadra
| Competizione      | Punti | In casa | In casa | In casa | In casa | In casa | In casa | In trasferta | In trasferta | In trasferta | In trasferta | In trasferta | In trasferta | Totale | Totale | Totale | Totale | Totale | Totale | DR |
| Competizione      | Punti | G       | V       | N       | P       | Gf      | Gs      | G            | V            | N            | P            | Gf           | Gs           | G      | V      | N      | P      | Gf     | Gs     | DR |
| ----------------- | ----- | ------- | ------- | ------- | ------- | ------- | ------- | ------------ | ------------ | ------------ | ------------ | ------------ | ------------ | ------ | ------ | ------ | ------ | ------ | ------ | -- |
| 3. Liga           | 56    | 19      | 8       | 8       | 3       | 28      | 19      | 19           | 6            | 6            | 7            | 18           | 22           | 38     | 14     | 14     | 10     | 46     | 41     | +5 |
| Coppa di Germania | -     | 1       | 0       | 0       | 1       | 0       | 2       | 0            | 0            | 0            | 0            | 0            | 0            | 1      | 0      | 0      | 1      | 0      | 2      | -2 |
| Totale            | 56    | 20      | 8       | 8       | 4       | 28      | 21      | 19           | 6            | 6            | 7            | 18           | 22           | 39     | 14     | 14     | 11     | 46     | 43     | +3 |

### Andamento in campionato
| Giornata  | 1 | 2  | 3  | 4  | 5  | 6  | 7  | 8 | 9  | 10 | 11 | 12 | 13 | 14 | 15 | 16 | 17 | 18 | 19 | 20 | 21 | 22 | 23 | 24 | 25 | 26 | 27 | 28 | 29 | 30 | 31 | 32 | 33 | 34 | 35 | 36 | 37 | 38 |
| --------- | - | -- | -- | -- | -- | -- | -- | - | -- | -- | -- | -- | -- | -- | -- | -- | -- | -- | -- | -- | -- | -- | -- | -- | -- | -- | -- | -- | -- | -- | -- | -- | -- | -- | -- | -- | -- | -- |
| Luogo     | T | C  | T  | C  | T  | C  | T  | C | T  | C  | T  | C  | T  | C  | T  | C  | T  | C  | T  | C  | T  | C  | T  | C  | T  | C  | T  | C  | T  | C  | T  | C  | T  | C  | T  | C  | T  | C  |
| Risultato | N | N  | P  | P  | V  | V  | P  | V | P  | N  | N  | N  | V  | V  | N  | V  | V  | V  | P  | N  | N  | V  | N  | N  | V  | V  | V  | P  | N  | N  | V  | N  | P  | N  | P  | V  | P  | P  |
| Posizione | 9 | 10 | 17 | 19 | 16 | 12 | 14 | 9 | 10 | 12 | 12 | 13 | 9  | 7  | 7  | 6  | 5  | 4  | 5  | 4  | 5  | 5  | 5  | 5  | 4  | 3  | 3  | 3  | 3  | 3  | 3  | 3  | 3  | 5  | 5  | 4  | 5  | 5  |

Legenda:

Luogo: C = Casa; T = Trasferta. Risultato: V = Vittoria; N = Pareggio; P = Sconfitta.

### Statistiche dei giocatori
| Giocatore     | 3. Liga  | 3. Liga | 3. Liga     | 3. Liga    | Coppa di Germania | Coppa di Germania | Coppa di Germania | Coppa di Germania | Totale   | Totale | Totale      | Totale     |
| Giocatore     | Presenze | Reti    | Ammonizioni | Espulsioni | Presenze          | Reti              | Ammonizioni       | Espulsioni        | Presenze | Reti   | Ammonizioni | Espulsioni |
| ------------- | -------- | ------- | ----------- | ---------- | ----------------- | ----------------- | ----------------- | ----------------- | -------- | ------ | ----------- | ---------- |
| L. Bleker     | 10       | 0       | 0           | 0          | 0                 | 0                 | 0                 | 0                 | 10       | 0      | 0           | 0          |
| F. Bode       | 0        | 0       | 0           | 0          | 0                 | 0                 | 0                 | 0                 | 0        | 0      | 0           | 0          |
| S. Chahed     | 15       | 0       | 2           | 0          | 0                 | 0                 | 0                 | 0                 | 15       | 0      | 2           | 0          |
| A. Dercho     | 35       | 0       | 6           | 1          | 1                 | 0                 | 0                 | 0                 | 36       | 0      | 6           | 1          |
| B. Düker      | 0        | 0       | 0           | 0          | 0                 | 0                 | 0                 | 0                 | 0        | 0      | 0           | 0          |
| N. Eiter      | 0        | 0       | 0           | 0          | 0                 | 0                 | 0                 | 0                 | 0        | 0      | 0           | 0          |
| K. Falkenberg | 28       | 0       | 7           | 0          | 0                 | 0                 | 0                 | 0                 | 28       | 0      | 7           | 0          |
| N. Feldhahn   | 1        | 0       | 0           | 0          | 1                 | 0                 | 1                 | 0                 | 2        | 0      | 1           | 0          |
| D. Grassi     | 4        | 0       | 1           | 0          | 1                 | 0                 | 0                 | 0                 | 5        | 0      | 1           | 0          |
| C. Groß       | 37       | 4       | 10          | 0          | 1                 | 0                 | 0                 | 0                 | 38       | 4      | 10          | 0          |
| M. Hohnstedt  | 36       | 3       | 5           | 0          | 0                 | 0                 | 0                 | 0                 | 36       | 3      | 5           | 0          |
| M. Kandziora  | 25       | 3       | 1           | 0          | 1                 | 0                 | 0                 | 0                 | 26       | 3      | 1           | 0          |
| K. Krasniqi   | 5        | 0       | 1           | 0          | 0                 | 0                 | 0                 | 0                 | 5        | 0      | 1           | 0          |
| F. Lehmann    | 0        | 0       | 0           | 0          | 0                 | 0                 | 0                 | 0                 | 0        | 0      | 0           | 0          |
| A. Menga      | 29       | 1       | 1           | 0          | 1                 | 0                 | 0                 | 0                 | 30       | 1      | 1           | 0          |
| T. Merkens    | 0        | 0       | 0           | 0          | 0                 | 0                 | 0                 | 0                 | 0        | 0      | 0           | 0          |
| M. Odenthal   | 8        | 0       | 1           | 0          | 0                 | 0                 | 0                 | 0                 | 8        | 0      | 1           | 0          |
| M. Ornatelli  | 35       | 3       | 9           | 0          | 1                 | 0                 | 0                 | 0                 | 36       | 3      | 9           | 0          |
| D. Pisot      | 35       | 5       | 4           | 1          | 1                 | 0                 | 0                 | 0                 | 36       | 5      | 4           | 1          |
| P. Richter    | 2        | 0       | 0           | 0          | 0                 | 0                 | 0                 | 0                 | 2        | 0      | 0           | 0          |
| H. Savran     | 36       | 9       | 12          | 0          | 1                 | 1                 | 0                 | 0                 | 37       | 10     | 12          | 0          |
| M. Schwäbe    | 38       | 0       | 0           | 0          | 1                 | 0                 | 0                 | 0                 | 39       | 0      | 0           | 0          |
| F. Sembolo    | 21       | 2       | 4           | 0          | 0                 | 0                 | 0                 | 0                 | 21       | 2      | 4           | 0          |
| A. Syhre      | 35       | 3       | 4           | 0          | 0                 | 0                 | 0                 | 0                 | 35       | 3      | 4           | 0          |
| D. Taşkesen   | 6        | 0       | 0           | 0          | 0                 | 0                 | 0                 | 0                 | 6        | 0      | 0           | 0          |
| S. Thee       | 6        | 0       | 0           | 0          | 0                 | 0                 | 0                 | 0                 | 6        | 0      | 0           | 0          |
| L. Tigges     | 0        | 0       | 0           | 0          | 0                 | 0                 | 0                 | 0                 | 0        | 0      | 0           | 0          |
| S. Tigges     | 12       | 1       | 0           | 0          | 0                 | 0                 | 0                 | 0                 | 12       | 1      | 0           | 0          |
| S. Tüting     | 6        | 1       | 0           | 0          | 0                 | 0                 | 0                 | 0                 | 6        | 1      | 0           | 0          |
| T. Willers    | 36       | 1       | 8           | 1          | 1                 | 0                 | 1                 | 0                 | 37       | 1      | 9           | 1          |
| M. Álvarez    | 31       | 10      | 6           | 0          | 0                 | 0                 | 0                 | 0                 | 31       | 10     | 6           | 0          |